# Недовгий танець кохання
«Недовгий танець кохання» — радянський художній фільм 1988 року, знятий режисером Іоном Мижа на кіностудії .

## Сюжет
Колишній моряк Іон Форцу, чудово виконавши на огляді художньої самодіяльності народний танець «чокирлія», вивів із стійкого стану задоволеності танцюристів фольклорного ансамблю «Плай» та самого Стефана Дуку, їхнього керівника. І тепер Дука вирішує зробити цей номер цвяхом своєї програми.

## У ролях
- Іон Унгуряну — Дукі
- Тетяна Ташкова — Анжеліна
- Думітру Маржине — роль другого плану
- Веніамін Апостол — роль другого плану
- Анжела Косташ — роль другого плану
- Думітру Фурніке — роль другого плану
- Віктор Чутак — епізод

## Знімальна група
- Режисер — Іон Мижа
- Сценарист — Андрій Стримбяну
- Оператор — Андрій Солонару
- Художник — Микола Слюсар